# Steinway & Sons

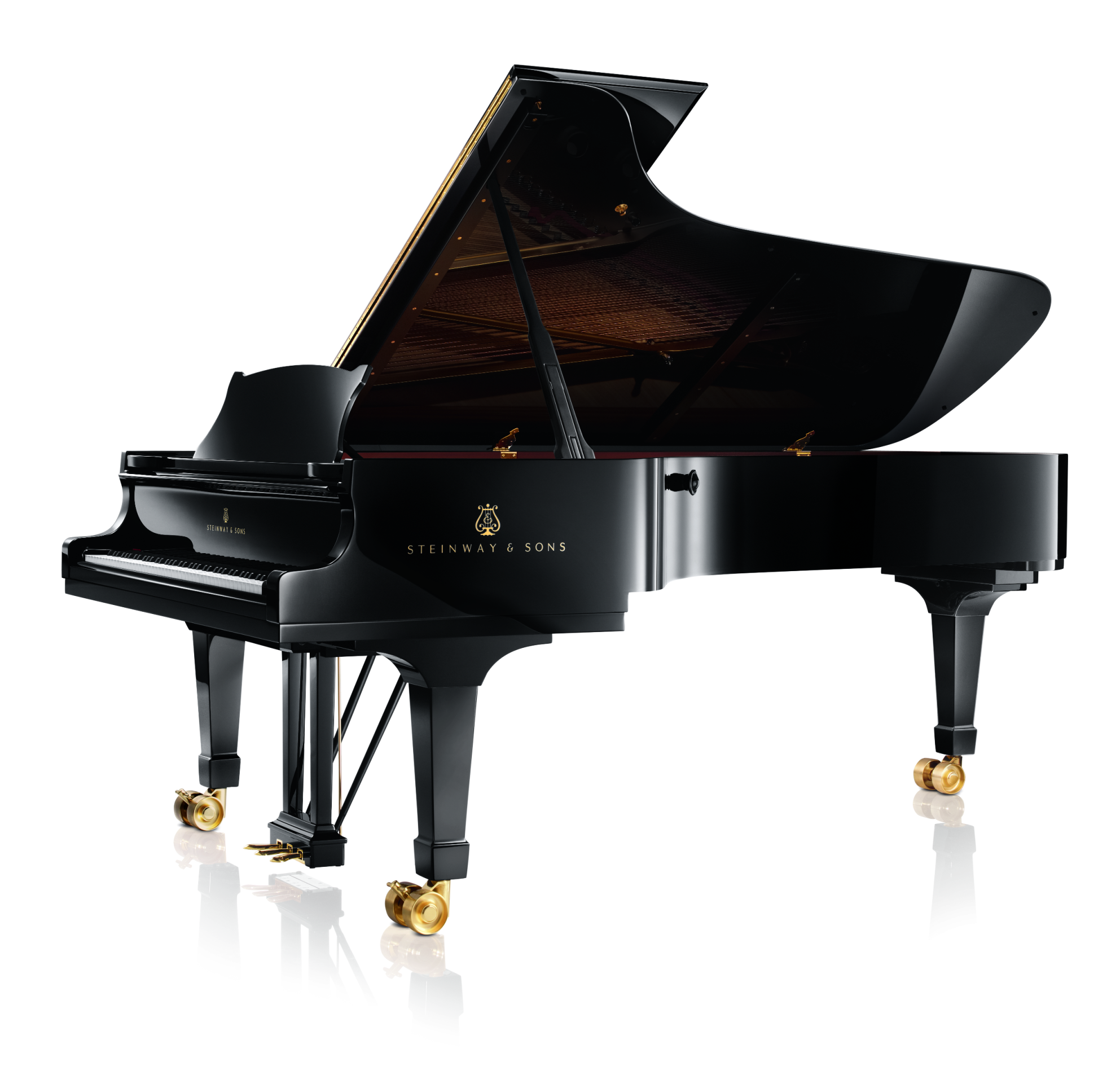
Steinway-flygel D-274.

Steinway & Sons är ett tysk-amerikanskt företag och en av världens ledande tillverkare av flyglar och pianon. Firman grundades av Heinrich Steinway 1853 i New York.
Företaget har fabriker i New York-stadsdelen Queens samt i Hamburg. Samtliga pianon tillverkas för hand och är dyrbara. Företaget finns idag representerat över hela världen och säljer förutom instrument av märket Steinway & Sons även instrument av som varumärkena Boston och Essex.